# Заборье (Волоковское сельское поселение)
Заборье — деревня в Смоленском районе Смоленской области России. Входит в состав Волоковского сельского поселения. Население — 11 жителей (2007 год). 
Расположена в западной части области в 36 км к северо-западу от Смоленска, в 15 км севернее автодороги А141 Орёл — Витебск, на берегу реки Клёц. В 11 км южнее деревни расположена железнодорожная станция Поселковая на линии Смоленск — Витебск. 

## История
В годы Великой Отечественной войны деревня была оккупирована гитлеровскими войсками в июле 1941 года, освобождена в сентябре 1943 года. 